# Faramans (Isère)
Faramans è un comune francese di 924 abitanti situato nel dipartimento dell'Isère nella regione dell'Alvernia-Rodano-Alpi.

## Società

### Evoluzione demografica
Abitanti censiti